# Chlorissa porrinata
Chlorissa porrinata là một loài bướm đêm trong họ Geometridae.